# بمب‌گذاری ۲۰۱۳ منصوره
بمب‌گذاری ۲۰۱۳ منصوره یک بمب گذاری انتحاری بود که صبح روز سه شنبه، ۲۴ دسامبر ۲۰۱۳ در شهر دلتای نیل در منصوره مصر رخ داد. هدف از این حمله ساختمان اداره امنیت شهر بود که خسارت زیادی در این حمله دید.

## خسارات
به گفته وزارت کشور مصر، دستکم ۱۶ نفر کشته شده‌اند، که عمدتاً پلیس بوده‌اند، درحالیکه بیش از صد تن زخمی شدند.

## مسئولیت حمله
هیچکسی بلافاصله مسئولیت این بمبگذاری را برعهده نگرفت، اما حازم ببلاوی، نخست وزیر، از طرف دولت موقت مصر، گفت که اخوان المسلمین پشت این حمله بوده است. مقامات مصر همچنین گفتند که ستیزه جویان از حماس پشتیبانی لجستیکی دریافت کرده‌اند. انصار بیت المقدس، یک گروه وابسته به القاعده در شبه جزیره سینا، با صدور یک بیانیه اینترنتی مسئولیت انفجار را بر عهده گرفت. اما دولت تأکید کرد که اخوان المسلمین در پشت آن بوده است و سرکوب خود را بر سازمان تشدید خواهد کرد.